# Proclamation de Singapour
Lire en ligne

Anglais
Français

La Proclamation de Singapour est une annexe de l'Accord sur l'indépendance de Singapour, daté du 7 août 1965 entre les gouvernements malaisien et singapourien. Elle est également une annexe de la loi portant modification de la Constitution de la Malaisie et de la loi relative à la Malaisie, signée par le roi de Malaisie ; elle a été lue par le Premier ministre de Singapour Lee Kuan Yew le jour de la séparation de la Malaisie, le 9 août 1965.

## Source
- (en) Cet article est partiellement ou en totalité issu de l’article de Wikipédia en anglais intitulé « Proclamation of Singapore » (voir la liste des auteurs).